# Bartolomeo Vivarini
Bartolomeo (Bartolommeo) Vivarini (* 1432., Murano - † oko 1499., ?), je venecijanski slikar na prijelazu gotike u renesansu, iz poznate obitelji Vivarini.

## Biografija
Bartolomeo Vivarini djelovao je od oko 1450. do oko 1491. godine. Pripada poznatoj venecijanskoj slikarskoj obitelji Vivarini (kao i njegov stariji brat Antonio i nećak Alvise). Izrađivao je uglavnom poliptihe za tržište Venecije i mletačkog dominija. U početku surađuje s bratom Antonijem, da bi nakon osamostaljenja počeo u svome slikarstvu koristiti mantenjeskne poticaje. S novitetima Andree Mantegne najvjerojatnije je došao u doticaj u Padovi. Tehniku uljenog slikarstva usvojio je od Antonella da Messina te je po tradiciji naslikao 1473. godine prvu uljenu sliku u Veneciji, poliptih Sv. Augustina koji se nalazi u crkvi San Giovanni e Polo (u venecijanskom dijalektu San Zanipolo).

## Djela
Bartolomeu je pripisano oko 70 likovnih djela, koja je izradio u koautorstvu s bratom Antoniom ili samostalno. Sva su sakralne tematike. Osim cjelovitih poliptiha sačuvanih "in situ", veliki je broj pojedinačnih prikaza svetaca i Bogorodica s Djetetom koje su pripadale većim cjelinama. Najveći dio njemu pripisanih slika i dalje se nalazi u Veneciji, međutim veliki dio opusa čuva se u američkim kolekcijama. 
Tri Bartolomejeva poliptiha vezana su uz Hrvatsku. Na otoku Rabu, u samostanskoj crkvi Sv. Bernardina u Kamporu koja pripada franjevcima opservantima, nalazi se poliptih Sv. Bernardina.U donjem dijelu poliptiha u središnjem dijelu je prikazan Sv. Bernardin, lijevo od njega Sv. Franjo i Sv. Petar, a desno Sv. Kristofor i Sv. Ante Padovanski. U gornjem dijelu poliptiha u sredini se nalazi dopojasno prikazana Bogorodica s Djetetom, a lijevo od nje Sv. Ivan Krstitelj i Sv. Jeronim te desno Sv. Eufemija i Sv. Ljudevit.
Na Rabu se, u samostanu benediktinki nalazio još jedan Bartolomejev poliptih koji se danas nalazi u Museum of Fine Arts u Bostonu. U župnoj crkvi Sv. Antona opata u Velom Lošinju nalazi se slika Bogorodice s djetetom i svecima koja je bila u posjedu lošinjskog kapetana Gaspare Craglieta, koji ju je oporučno poklonio navedenoj crkvi.
Njegove slike čuvaju se u brojnim crkvama u Veneciji i muzejskim ustanovama širom svijeta: 
- Poliptih iz Certose (1450.), Pinacoteca Nazionale, Bologna (s Antoniom Vivarinijem)
- Poliptih Sv. Bernardina (1458.),  kapela Sv. Bernardina u samostanu Sv. Eufemije u Kamporu, Rab
- Sv. Ivan Kapistran (1459.), Louvre, Pariz
- Bogorodica s Djetetom, sv. Pavlom i Sv. Jeronimom (1460.), National Gallery, London
- Poliptih iz Ca' Morosini (1464.), Gallerie dell'Accademia, Venecija
- Poliptih s Krunjenjem Bogorodice i svecima (1464.), Museo civico, Osimo (s Antoniom Vivarinijem)
- Sv. Ludovik Tuluški (1465.), Uffizi, Firenza
- Bogorodica s četiri sveca (1465.), Museo di Capodimonte, Napulj
- Navještenje (1472.), Pinacoteca provinciale, Bari (iz crkve Maria Santissima Annunziata, Modugno)
- Madonna della Misericordia (1473.), Santa Maria Formosa, Venecija
- Triptih Sv. Marka (1474.), kapela Corner, Santa Maria Gloriosa dei Frari, Venecija
- Poliptih iz Conversana (1475.), Galleria dell' Accademia, Venecija
- Bogorodica s djetetom (1475.), National Gallery of Art, Washington
- Bogorodica sa svecima (1475.), crkva Sv. Antona opata, Veli Lošinj (iz Certose kod Padove)
- Bogorodica s djetetom (oko 1475.), Honolulu Academy of Arts
- Poliptih Sv. Augustina (1470-75.), San Giovanni e Polo (venecijanski San Zanipolo)
- Bogorodica s djetetom i četiri sveca (1476.), Basilica di San Nicola, Bari
- Poliptih Sv. Ambroza (1477.), Gallerie dell'Accademia, Venecija
- Poliptih Sanseverino (1477.), Santa Maria Maddalena,  Morano Calabro
- Bogorodica s Djetetom (1477.), Walters museum, Baltimore
- Bogorodica s djetetom, Sv. Ivanom Krstiteljem i Sv Andrijom (1478.), S. Giovanni Battista in Bragora, Venecija
- Sv. Rok (1480.),  Sant'Eufemia, Venecija
- Sv Kuzma i Damjan (1480.), Rijksmuseum, Amsterdam
- Bogorodica s Djetetom Johnson (1480.), Philadelphia Museum of Art, Philadelphia
- Poliptih Uzašašća (1485.), Museum of Fine Arts, Boston
- Sv. Juraj (1485.), Staatliche Museen, Berlin
- Bogorodica na prijestolju (1485.), San Bartolomeo (Tremozia), Almenno San Bartolomeo
- Smrt Bogorodice (1485.), Metropolitan museum, New York
- Sv. Bartolomej (oko 1485.), Allentown Art Museum
- Poliptih Melzi /Poliptih Sv. Kristofora/ (1486.), Pinacoteca Ambrosiana, Milano
- Bogorodica s Djetetom i svecima (1487.), Santa Maria Gloriosa dei Frari, Venecija
- Sveto Trojstvo i dva anđela (1488.), Accademia Carrara, Bergamo
- Bogorodica s Djetetom (1490.), muzej Ermitaž, Sankt-Peterburg
- Poliptih Sv. Jakova (1490.), J. Paul Getty Museum, Los Angeles
- Sv. Franjo Asiški i Sv. Jakov, Philadelphia Museum of Art, Philadelphia
- Sv. Marija Magdalena, Museum of Fine Arts, Boston
- Bogorodica s Djetetom, National Gallery of Australia   Arhivirana inačica izvorne stranice od 19. listopada 2016. (Wayback Machine)
- Bogorodica s djetetom, Harvard University Art Museums/Fogg Museum,
- Krunjenje Bogorodice, New Orleans Museum of Art

## Galerija slika
- Madona s djetetom
- Krist u slavi, 1450
- Madona na prijestolju
- Poliptiha iz Conversano, 157 x 271, 1475
- dio Poliptiha iz San Zanipola

## Vanjske poveznice
- Bartolomeo Vivarini, from the Encyclopædia Britannica (engl.)